# Mariene ecoregio Nicoya
De Mariene ecoregio Nicoya (168) (Engels: Nicoya marine ecoregion) is een biogeografische regio en ligt in het oosten van de Grote Oceaan in de Mariene provincie Tropische Oostelijke Stille Oceaan (43) in het Marien rijk Tropische Oostelijke Stille Oceaan. De mariene ecoregio is vastgesteld door het World Wide Fund for Nature en The Nature Conservancy en is vernoemd naar het Nicoyaschiereiland.
In het zuidoosten grenst het gebied aan de mariene ecoregio Golf van Panama (170), in het zuidwesten aan de mariene ecoregio Cocoseilanden (169) en in het noordwesten aan de mariene ecoregio Chiapas-Nicaragua (167).

## Geografie
De mariene ecoregio ligt in het oosten van de Grote Oceaan voor de zuidwestkust van Costa Rica en voor de zuidwestkust van het zuidwesten van Panama. Het gebied strekt zich uit van de eilandengroep Islas Brumel van Costa Rica tot aan de zuidkant van het schiereiland Azuero en omvat onder andere de Golf van Nicoya, de baai Golfito, de Golf van Chiriquí en de Golf van Montijo.
Door het gebied stromen de Californische stroom en de Pacifische Equatoriale tegenstroom die samen de Panamastroom vormen.

## Biogeografie
Het gebied kent zeeleven dat houdt van tropische temperaturen.